# 尾上康治
尾上 康治（おのえ やすはる、1919年2月15日- 2003年12月24日 ）は、日本の経営者、理学博士。徳山曹達(現在のトクヤマ)社長、会長を務めた。

## 来歴・人物
山口県出身。1947年に九州大学理学部化学科を卒業し、1948年に徳山曹達(のちのトクヤマ)に入社した。1969年に取締役に就任し、1974年5月に常務、1977年6月に専務を経て、1982年6月には社長に就任。1989年6月に会長に就任し、1995年6月には相談役に就任。
山口朝日放送社長も務めた。
1974年に紫綬褒章を受章し、1994年11月に勲二等瑞宝章を受章。
2003年12月24日、肺炎のために死去。84歳没。